# Circuito Brasileiro de Voleibol de Praia Masculino Sub-19 de 2016
O Circuito Brasileiro de Voleibol de Praia Sub-19 de 2016, também chamado de Circuito Banco do Brasil de Vôlei de Praia Sub-19, foi a décima terceira edição da principal competição nacional de Vôlei de Praia na categoria Sub-19 na variante masculina, iniciado em 1 de abril de 2016.

## Resultados

### Circuito Sub-19
| Evento                                                     | Ouro                           | Prata                          | Bronze                        | Quarto lugar                  |
| 1ª Etapa Saquarema, Rio de Janeiro 1 a 3 de abril de 2016. | Patrick Colombo Felipe Miranda | Gabriel Cândido Willian Bruno  | Renato Andrew Rafael Andrew   | Edson Neto Humberto Neto      |
| 2ª Etapa João Pessoa, Paraíba 13 a 15 de maio de 2016.     | Renato Andrew Rafael Andrew    | Patrick Colombo Felipe Miranda | Gabriel Cândido Willian Bruno | Matheus Santos David Pedreira |
| 3ª Etapa Manaus, Amazonas 27 a 30 de outubro de 2016.      | Patrick Colombo Felipe Miranda | Renato Andrew Rafael Andrew    | Mateus Alves André Danilo     | Gabriel Cândido Willian Bruno |